# Pervenchères
Pervenchères je francouzská obec v departementu Orne v regionu Normandie. V roce 2010 zde žilo 376 obyvatel.